# Astiphromma trimaculosum
Astiphromma trimaculosum là một loài tò vò trong họ Ichneumonidae.